# César pro nejslibnějšího herce
César pro nejslibnějšího herce je jedna z kategorií francouzské filmové ceny César. Kategorie existuje od roku 1983.

## Vítězové a nominovaní

### 80. léta
- 1983: Christophe Malavoy jako Christophe ve filmu Family rock
  - Jean-Paul Comart jako Belgičan ve filmu Práskač
  - Tcheky Karyo jako Petrovic ve filmu Práskač
  - Dominique Pinon jako Antoine ve filmu Návrat Martina Guerra

- 1984: Richard Anconina jako Youseff Bensoussan ve filmu Ahoj, tajtrlíku!
  - Jean-Hugues Anglade jako Henri ve filmu Poraněný člověk
  - François Cluzet jako Maurice Decques ve filmu Vive la sociale!
  - Jacques Penot jako Martin Gray mladší ve filmu Jménem mých blízkých

- 1985: Pierre-Loup Rajot jako Antoine Boccara ve filmu Souvenirs, souvenirs
  - Xavier Deluc jako Bernard Mirande ve filmu La Triche
  - Hippolyte Girardot jako Pierre ve filmu Rozmar
  - Benoît Régent jako Barabal ve filmu Nebezpečná partie

- 1986: Wadeck Stanczak jako Paulot ve filmu Schůzka
  - Lucas Belvaux jako Louis Cuno ve filmu Poulet au vinaigre
  - Jacques Bonnaffé jako Bruno ve filmu La Tentation d'Isabelle
  - Kader Boukhanef jako Madjid ve filmu Le Thé au harem d'Archimède
  - Jean-Philippe Écoffey jako Jean ve filmu L'Effrontée

- 1987: Isaac de Bankolé jako Lemmy ve filmu Vítejte v Malé Africe
  - Cris Campion jako Jean-Baptiste ve filmu Piráti
  - Jean-Philippe Écoffey jako Yves Bazin ve filmu Gardien de la nuit
  - Rémi Martin jako François ve filmu Rodinná rada

- 1988: Thierry Frémont jako Nino ve filmu Filmaři
  - Cris Campion jako Pierre Naboulet ve filmu Champ d'honneur
  - Pascal Légitimus jako Denis ve filmu L'Œil au beur(re) noir
  - François Négret jako Joseph ve filmu Na shledanou, chlapci

- 1989: Stéphane Freiss jako Aurèle de Kerfadec ve filmu Šuani
  - Laurent Grévill jako Paul Claudel ve filmu Camille Claudelová
  - Thomas Langmann jako Victor ve filmu Les Années sandwiches
  - François Négret jako Jean-Roger ve filmu De bruit et de fureur

### 90. léta
- 1990: Yvan Attal jako Halpern ve filmu Láska bez lítosti
  - Jean-Yves Berteloot jako Pierre Gravey ve filmu Křtiny
  - Thierry Fortineau jako Sébastien ve filmu Letní hra
  - Melvil Poupaud jako Thomas ve filmu La Fille de quinze ans
  - Philippe Volter jako Gustave ve filmu Les Bois noirs

- 1991: Gérald Thomassin jako Marc ve filmu Malý kriminálník
  - Alex Descas jako Jocelyn ve filmu S'en fout la mort
  - Marc Duret jako Rico ve filmu Brutální Nikita
  - Vincent Perez jako Christian de Neuvillette ve filmu Cyrano z Bergeracu
  - Philippe Uchan jako Bouzigue ve filmech Tatínkova sláva a Maminčin zámek

- 1992: Manuel Blanc jako Pierre Lacaze ve filmu Nelíbám
  - Guillaume Depardieu jako Marin Marais mladší ve filmu Všechna jitra světa
  - Laurent Grévill jako Julien ve filmu L'Année de l'éveil
  - Thomas Langmann jako Adrien ve filmu Paris s'éveille
  - Chick Ortega jako Mimosa ve filmu Báječné časy

- 1993: Emmanuel Salinger jako Mathias Barillet ve filmu Hlídka
  - Xavier Beauvois jako Bertrand ve filmu Nord
  - Grégoire Colin jako Olivier ve filmu Olivier, Olivier
  - Olivier Martinez jako Tony ve filmu IP5
  - Julien Rassam jako Benoit Weizman ve filmu Klavíristka

- 1994: Olivier Martinez jako Malý Paul ve filmu Cukr, káva, limonáda
  - Guillaume Depardieu jako Antoine ve filmu Cible émouvante
  - Mathieu Kassovitz jako Félix ve filmu Kafe s mlíkem
  - Melvil Poupaud jako German ve filmu Les gens normaux n'ont rien d'exceptionnel
  - Christopher Thompson jako Alfred ve filmu Svišti

- 1995: Mathieu Kassovitz jako Johnny ve filmu Regarde les hommes tomber
  - Charles Berling jako François ve filmu Petits arrangements avec les morts
  - Frédéric Gorny jako Henri Mariani ve filmu Divoké rákosí
  - Gaël Morel jako François Forestier ve filmu Divoké rákosí
  - Stéphane Rideau jako Serge Bartolo ve filmu Divoké rákosí

- 1996: Guillaume Depardieu jako Fred ve filmu Les Apprentis
  - Vincent Cassel jako Vinz ve filmu Nenávist
  - Hubert Koundé jako Hubert ve filmu Nenávist
  - Olivier Sitruk jako Eric ve filmu Volavka
  - Saïd Taghmaoui jako Saïd ve filmu Nenávist

- 1997: Mathieu Amalric jako Paul Dédalus ve filmu Učená pře aneb Můj pohlavní život
  - Samuel le Bihan jako Norbert ve filmu Kapitán Conan
  - Benoît Magimel jako Jimmy Fontana ve filmu Děti noci
  - Bruno Putzulu jako Serge Perrin ve filmu Les Aveux de l'innocent
  - Philippe Torreton jako Conan ve filmu Kapitán Conan

- 1998: Stanislas Merhar jako Loïc ve filmu Nettoyage à sec
  - Sacha Bourdo jako Nino ve filmu Western
  - Vincent Elbaz jako Mathieu Lacaze ve filmu Les Randonneurs
  - José Garcia jako Serge Benamou ve filmu La Vérité si je mens!
  - Sergi López jako Paco Cazale ve filmu Western

- 1999: Bruno Putzulu jako Lionel ve filmu Petits désordres amoureux
  - Lionel Abelanski jako Shlomo ve filmu Vlak života
  - Guillaume Canet jako Vincent Mazet ve filmu Divokost v srdci
  - Romain Duris jako Stéphane ve filmu Gádžo dilo
  - Samy Naceri jako Daniel Morales ve filmu Taxi

### 0. léta
- 2000: Éric Caravaca jako Nicolas ve filmu C'est quoi la vie?
  - Clovis Cornillac jako Christian ve filmu Karnaval
  - Romain Duris jako Arthur ve filmu Možná
  - Laurent Lucas jako Simon ve filmu Haut les cœurs!
  - Robinson Stévenin jako Laurent ve filmu Mauvaises Fréquentations

- 2001: Jalil Lespert jako Franck ve filmu Ressources humaines
  - Jean-Pierre Lorit jako Nicolas Rivière ve filmu V zajetí chuti
  - Boris Terral jako Jean-Baptiste Lully ve filmu Král tančí
  - Cyrille Thouvenin jako Christophe ve filmu Zmatené vztahy
  - Malik Zidi jako Franz ve filmu Kapky deště na rozpálených kamenech

- 2002: Robinson Stévenin jako Bo ve filmu Mauvais genres
  - Éric Berger jako Tanguy Guetz dans Tanguy
  - Stefano Cassetti jako Kurt / Roberto Succo ve filmu Roberto Succo
  - Grégori Derangère jako Pierre ve filmu Důstojnický pokoj
  - Jean-Michel Portal jako Alain ve filmu Důstojnický pokoj

- 2003: Jean-Paul Rouve jako Pierre-Jean Lamour ve filmu Pan Batignole
  - Loránt Deutsch jako Tibor Kovacs ve filmu Tři esa
  - Morgan Marinne jako Francis ve filmu Syn
  - Gaspard Ulliel jako Loïc ve filmu Líbejte se, s kým je libo
  - Malik Zidi jako Philippe ve filmu Un moment de bonheur

- 2004: Grégori Dérangère jako Frédéric Auger ve filmu Šťastnou cestu
  - Nicolas Duvauchelle jako Paul ve filmu Žádostivá těla
  - Pascal Elbé jako Simon ve filmu Otec a synové
  - Grégoire Leprince-Ringuet jako Philippe ve filmu Zbloudilí
  - Gaspard Ulliel jako Yvan ve filmu Zbloudilí

- 2005: Gaspard Ulliel jako Manech Langonnet ve filmu Příliš dlouhé zásnuby
  - Osman Elkharraz jako Krimo ve filmu Únik
  - Damien Jouillerot jako Daniel Massu ve ilmu Les Fautes d'orthographe
  - Jérémie Rénier jako Philippe Seigner ve filmu Violence des échanges en milieu tempéré
  - Malik Zidi jako Sami ve filmu Časy se mění

- 2006: Louis Garrel jako François Dervieux ve filmu Pravidelní milenci
  - Walid Afkir jako Majidův syn ve filmu Caché
  - Adrien Jolivet jako Vicor Zimbietrovski, nazývaný „Zim“ ve filmu Zim and Co.
  - Gilles Lellouche jako Ludo ve filmu Můj život ve vzduchu
  - Aymen Saïdi ze roli Ramzi ve filmu Svatojakubská pouť

- 2007: Malik Zidi jako Eloi Duhaut ve filmu Les Amitiés maléfiques
  - Georges Babluani jako Sébastien ve filmu Ruská ruleta
  - Rasha Bukvic jako Stephan ve filmu La Californie
  - Arié Elmaleh jako Jawhad ve filmu Škola pro všechny
  - James Thierrée jako Paul Gaylord ve filmu Dvakrát za život

- 2008: Laurent Stocker jako Philibert Marquet de la Durbellière ve filmu Prostě spolu
  - Nicolas Cazalé jako Antoine ve filmu Le Fils de l'épicier
  - Grégoire Leprince-Ringuet jako Erwann ve filmu Písně o lásce
  - Johan Libéreau jako Manu ve filmu Svědci
  - Jocelyn Quivrin jako Charlie ve filmu 99 franků

- 2009: Marc-André Grondin jako Raphaël Duval ve filmu První den zbytku tvýho života
  - Ralph Amoussou jako Victor ve filmu Aide-toi, le ciel t'aidera
  - Laurent Capelluto jako Simon ve filmu Vánoční příběh
  - Grégoire Leprince-Ringuet jako Otto ve filmu Krásná Junie
  - Pio Marmai jako Albert Duval ve filmu První den zbytku tvýho života

### 10. léta
- 2010: Tahar Rahim jako Malik El Djebena ve filmu Prorok
  - Firat Ayverdi jako Bilal Kayani ve filmu Welcome
  - Adel Bencherif jako Ryad ve filmu Prorok
  - Vincent Lacoste jako Hervé ve filmu Hezounci
  - Vincent Rottiers jako Thomas ve filmu Je suis heureux que ma mère soit vivante

- 2011: Édgar Ramírez jako Carlos ve filmu Carlos
  - Pio Marmai jako Ben ve filmu O lásce a vodě
  - Arthur Dupont jako Manu ve filmu Bus Palladium
  - Raphaël Personnaz jako princ Jindřich, vévoda z Anjou ve filmu Princezna z Montpensier
  - Grégoire Leprince-Ringuet jako princ z Montpensier ve filmu Princezna z Montpensier

- 2012: Grégory Gadebois jako Tony ve filmu Angèle a Tony
  - Nicolas Bridet jako Philippe Amelot ve filmu Tu seras mon fils
  - Guillaume Gouix jako Jimmy Rivière ve filmu Jimmy Rivière
  - Pierre Niney jako Primo ve filmu J'aime regarder les filles
  - Dimitri Storoge jako Monmon Vidal mladší ve filmu Gang Story

- 2013: Matthias Schoenaerts jako Ali ve filmu Na dřeň
  - Félix Moati jako Victor ve filmu Pirátská TV
  - Kacey Mottet Klein jako Simon ve filmu Sestra
  - Pierre Niney jako Maxime ve filmu Comme des frères
  - Ernst Umhauer jako Claude Garcia ve filmu U nich doma

- 2014: Pierre Deladonchamps jako Franck ve filmu Neznámý od jezera
  - Paul Bartel jako JB ve filmu Les Petits princes
  - Paul Hamy jako Julien ve filmu Suzanne
  - Vincent Macaigne jako Pator ve filmu La fille du 14 juillet
  - Nemo Schiffman jako Charly ve filmu Vlastní cestou

- 2015 : Kévin Azaïs jako Arnaud Labrède ve filmu Láska na první boj
  - Ahmed Dramé jako Malik ve filmu Dědicové
  - Kirill Emelyanov jako Marek / Rouslan / Paul ve filmu Kluci z východu
  - Pierre Rochefort jako Baptiste Cambière ve filmu Un beau dimanche
  - Marc Zinga jako Régis ve filmu Qu'Allah bénisse la France

- 2016: Rod Paradot jako Malony ve filmu Hlavu vzhůru!
  - Swann Arlaud jako Elisée ve filmu Anarchisti
  - Quentin Dolmaire jako Paul Dédalus ve filmu Tři vzpomínky
  - Félix Moati jako Micha ve filmu Vše o těch třech
  - Finnegan Oldfield jako Kid ve filmu Kovbojové

- 2017: Niels Schneider jako Pier Ulmann ve filmu Černý diamant
  - Jonas Bloquet jako Vincent ve filmu Elle
  - Damien Bonnard jako Léo ve filmu Stát pevně
  - Corentin Fila jako Tom ve filmu V sedmnácti
  - Kacey Mottet-Klein jako Damien ve filmu V sedmnácti

- 2018: Nahuel Pérez Biscayart jako Sean ve filmu 120 BPM
  - Benjamin Lavernhe jako Pierre ve filmu Dokud nás svatba nerozdělí
  - Finnegan Oldfield jako Marvin Bijoux ve filmu Marvin
  - Pablo Pauly jako Ben ve filmu Patients
  - Arnaud Valois jako Nathan ve filmu 120 BPM

- 2019: Dylan Robert jako Zachary ve filmu Šeherezáda
  - Anthony Bajon jako Thomas ve filmu Modlitba
  - Thomas Gioria jako Julien Besson ve filmu Střídavá péče
  - William Lebghil jako Benjamin Sitbon ve filmu Première année
  - Karim Leklou jako François ve filmu Svět je tvůj

### 20. léta
- 2020:  Alexis Manenti jako Chris ve filmu Bídníci
  - Anthony Bajon jako Thomas Jarjeau ve filmu Ve jménu půdy
  - Benjamin Lesieur jako Joseph ve filmu Výjimeční
  - Liam Pierron jako Yanis Bensaadi ve filmu Život ve škole
  - Djebril Zonga jako Gwada ve filmu Bídníci

- 2021: Jean-Pascal Zadi za ztvárnění sebe sama ve filmu Na černo
  - Félix Lefebvre jako Alexis Robin ve filmu Léto 85
  - Benjamin Voisin jako David Gorman ve filmu Léto 85
  - Alexandre Wetter jako Alex ve filmu Miss
  - Guang Huo jako Jin ve filmu Noční jízda

- 2022: Benjamin Voisin jako Lucien de Rubempré ve filmu Ztracené iluze
  - Sandor Funtek jako Kool Shen ve filmu Suprêmes
  - Sami Outalbali jako Ahmed ve filmu Příběh lásky a touhy
  - Thimotée Robart jako Philippe ve filmu Záznamy paměti
  - Makita Samba jako Camille ve filmu Paříž, 13. obvod

- 2023: Bastien Bouillon jako Yohan Vivès ve filmu Noc 12.
  - Stefan Crepon jako Karl ve filmu Peter von Kant
  - Dimitri Doré jako Bruno Reidal ve filmu Bruno Reidal: Zápisky vraha
  - Paul Kircher jako Lucas Ronis ve filmu Le Lycéen
  - Aliocha Reinert jako Johnny ve filmu Petite Nature

- 2024: Raphaël Quenard jako Mirales ve filmu Chien de la casse
  - Paul Kircher jako Émile Marindaze ve filmu Říše zvířat
  - Samuel Kircher jako Théo ve filmu L'Été dernier
  - Milo Machado-Graner jako Daniel Maleski ve filmu Anatomie pádu
  - Julien Frison jako Lucas Savelli ve filmu Margueritin teorém

- 2025: Abou Sangaré jako Sulejman ve filmu Sulejmanův příběh
  - Adam Bessa jako Hamid ve filmu Les Fantômes
  - Malik Frikah jako Clotaire v 17 letech ve filmu Zběsilá láska
  - Félix Kysyl jako Jérémie Pastor ve filmu Pro smilování!
  - Pierre Lottin jako Jimmy Lecocq ve filmu Kapelo, hraj